# Бунос
Бунос (др.-греч. Βουνός), также Бун — персонаж древнегреческой мифологии. Сын Гермеса и Алкидамеи. Легендарный царь Коринфа.
Древнегреческий писатель Павсаний, ссылаясь на несохранившееся произведение Евмела Коринфского (предположительно VIII век до н. э.), сообщает, что Гелиос отдал страну Асопию одному сыну Алоею, а Эфиру — другому сыну Ээту. Когда Ээт отправился в землю колхов, то передал свою часть царства Буносу. В данном случае сын Гермеса выступал в роли регента, так как был обязан сохранить царство для Ээта или его потомков на время отсутствия законного царя. Впоследствии, когда Бунос умер, земли Эфиры или Эфиреи (которые впоследствии стали ассоциировать с Коринфом и окружающими город территориями) перешли к сыну Алоея Эпопею.
В историческое время на холме по дороге из Коринфа в Акрокоринф находился храм Геры Бунаи, который по преданию построил Бунос во время своего правления.
Антиковеды выдвигают версию, что имя «Βουνός», обозначающее «холм», «куча», имеет отсылку к Гермесу, как богу Земли. В этом контексте имя могут также воспринимать, как «хозяин горы».